# 비오톱

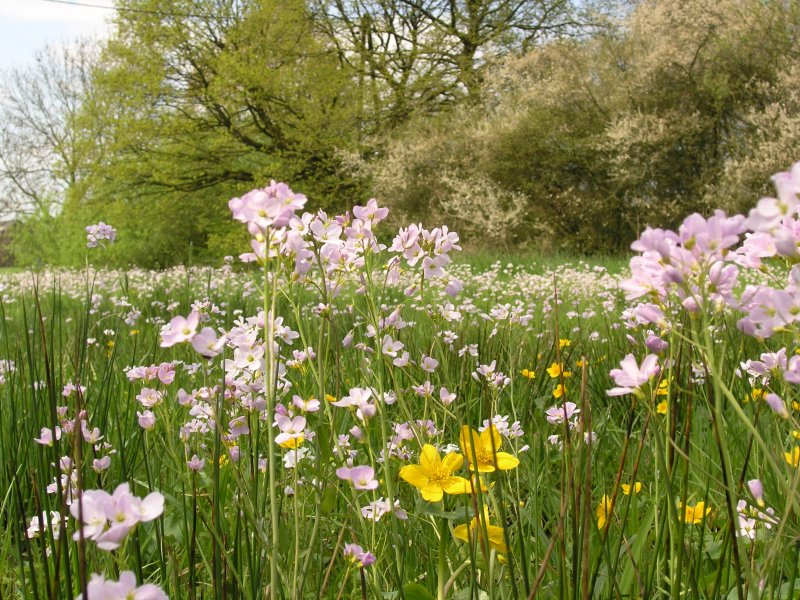

비오토프(biotope)은 좁은 지리적 범위로 구분되는 특이적인 생물군이며, 인공적으로 조성될 수 있다. 주로 도시생태학에서 다루어진다.
생명을 나타내는 접두사 bio와 그리스어로 장소라는 의미를 가진 topes의 합성어로 약 100년 전에 독일의 생물학자 에른스트 헤켈에 의해서 제창되었다. 자연 생태계와 동일한 의미로도 쓰이나, 그것보다 구체적인 지역과 생물군으로 성립된 생태계라고 할 수 있다. 야생동물이 서식하고 이동하는 데 도움이 되는 숲, 가로수, 습지, 하천, 화단 등 지역생태계 향상에 기여하는 작은 비오토프들은 단절된 생태계를 연결하는 역할을 한다. 기법으로는 다른 나라에서 실시되었던 Biotop Network 계획과, 근자연형 하천공법, 다자연형 하천공법이 있다.
1992년 브라질 리오데자네이루의 유엔 환경개발회의에서 체결된 생물의 '다양성보전 조약' 이후 일본과 유럽 지역에서 비오토프에 관한 연구가 활발해지고 있고, 한국도 비오토프 기법을 이용해 한강 생태계보전과 청주의 생태도시 조성 등 여러 가지 사업을 수행하고 있다.

## 같이 보기
- 미기후